# Agnes zu Solms-Laubach

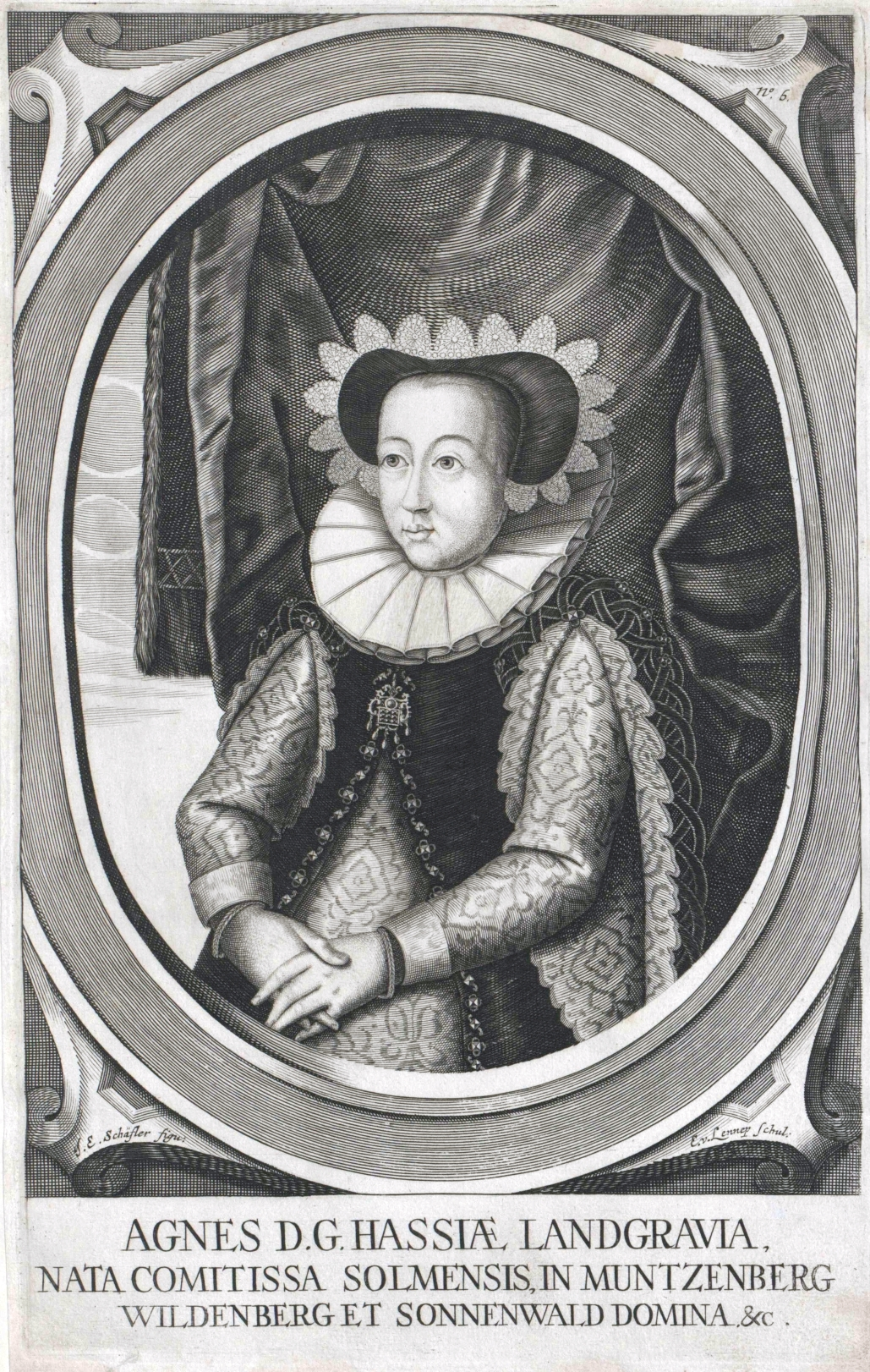
Agnes zu Solms-Laubach, nach Johann Engelhard Schäfler

Agnes zu Solms-Laubach (* 7. Januar 1578 in Laubach; † 23. November 1602 in Laubach) war eine Gräfin zu Solms-Laubach und durch Heirat Landgräfin von Hessen-Kassel.

## Leben
Agnes war eine Tochter des Grafen Johann Georg zu Solms-Laubach (1546–1600) aus dessen Ehe mit Margarete (1554–1606), Tochter des Grafen Georg I. von Schönburg-Glauchau.
Sie heiratete 15-jährig am 23. September 1593 in Kassel Landgraf Moritz von Hessen-Kassel. Die Hochzeit wurde aufwändig und unter Anwesenheit zahlreicher fürstlicher Personen gefeiert. Die Ehe mit der calvinistischen Gräfin verstärkte Moritz’ Beziehungen zu den calvinistischen Grafen der Wetterau beträchtlich, obwohl Moritz Agnes mehr aus Neigung als aus dynastischer Berechnung zur Gemahlin gewählt hatte.
Agnes wurde als außerordentlich begabt, schön und liebenswürdig beschrieben. Matthäus Merian fertigte einen Stich der Landgräfin mit Ehemann und Kindern. Über seinen großen Verlust berichtete Moritz schriftlich am Tag nach dem Tod seiner Gemahlin an König Heinrich IV. von Frankreich.

## Nachkommen
Aus ihrer Ehe hatte Agnes folgende Kinder:
- Otto (1594–1617)

⚭ 1. 1613 Prinzessin Katharina Ursula von Baden-Durlach (1593–1615)
⚭ 2. 1617 Prinzessin Agnes Magdalena von Anhalt-Dessau (1590–1626)
- Elisabeth (1596–1625)

⚭ 1618 Herzog Johann Albrecht II. von Mecklenburg-Güstrow (1590–1636)
- Moritz (1600–1612)
- Wilhelm V. (1602–1637), Landgraf von Hessen-Kassel:⚭ 1619 Gräfin Amalie Elisabeth von Hanau-Münzenberg (1602–1651)